# منطقة وصاية تابانان
منطقة وصاية تابانان (بالإندونيسية: Kabupaten Tabanan)‏ هي منطقة وصاية تقع في مقاطعة بالي بإندونيسيا. يقدر عدد سكانها بـ 420,913 نسمة في 2010، ومساحتها 839.33 كم2 .